# Полична
Поли́чна — річка в Україні, в межах Рокитнівського та Сарненського районів Рівненської області. Права притока Случі (басейн Прип'яті). 

## Опис
Довжина 34 км, площа басейну 120 км². Долина завширшки до 2,5 км, завглибшки до 10 м. Заплава невиразна, заболочена. Річище завширшки 4—5 м. Похил річки 0,89 м/км. Меліоративними каналами сполучена з правими притоками Случі — річками Тусталь і Бобер. 
Притоки: Соснівка (ліва).

## Розташування
Полична бере початок у лісовому масиві на захід від села Карпилівки. Тече переважно на захід. Впадає до Случі біля північної околиці села Тинне. 
Над річкою розташовані села: Чабель, Тинне. 